# Rodolfo González Valderrama
Rodolfo González Valderrama (Tampico, Tamaulipas, 30 de abril de 1956) es un político y servidor público mexicano es miembro de  Movimiento Regeneración Nacional y reconocido por ocupar diversos cargos oficiales como Jefe Delegacional de la Alcaldía Cuauthémoc, Director de la Dirección de Radio, Televisión y Cinematografía del Estado Mexicano y Delegado de Programas Federales para el Desarrollo en Tamaulipas, entre otros.

## Primeros años y estudios
Después de terminar sus estudios secundarios, González se trasladó a Ciudad de México para cursar una Licenciatura en Sociología en la Facultad de Ciencias Políticas y Sociales de la Universidad Nacional Autónoma de México, misma institución donde realizó una Maestría y es doctorante en Derecho, en 1985 y 1986 respectivamente.

## Trayectoria política
Entre 1987 y 1988 ofició como director del Centro de Estudios Municipales del Gobierno del Estado de Tamaulipas. Un año después fue nombrado Subdirector de Difusión y Coordinación General de Comunicación Social de la Presidencia de la República de México, cargo que ocupó hasta 1992. Trabajó como cónsul adscrito en el Consulado de México en la ciudad de Dallas, Texas, entre 1993 y 1994, y un año más tarde se convirtió en asesor de la Delegación Gubernamental para las Negociaciones de Paz en Chiapas.
Tras ocupar algunos cargos de consultoría legislativa y oficiar como Representante del Gobierno de Zacatecas en el Distrito Federal, González se vinculó con la Alcaldía Cuauhtémoc en Ciudad de México inicialmente como coordinador de desarrollo delegacional y director jurídico y de gobierno, y en 2018 como jefe delegacional. En febrero de 2019 inició su labor como director de la Dirección General de Radio, Televisión y Cinematografía del Estado Mexicano (RTC), organismo que depende de la Secretaría de Gobernación de México.
En septiembre de 2021 se anunció que dejaría su cargo para convertirse en el nuevo Delegado de Programas Federales para el Desarrollo en Tamaulipas, en reemplazo de José Ramón Gómez Leal. El viernes 1 de octubre se dio a conocer su nombramiento. Ese mismo mes se anunció que haría parte de una consulta dentro del partido Morena para aspirar a la Gubernatura de Tamaulipas en la elección a realizarse en junio de 2022.

## Otros proyectos
Paralelo a su labor en la política, González fue editor en diversos medios impresos a comienzos de la década de 1980, y colaboró en publicaciones como las revistas Debate Ideológico y Universidad Nacional. Sus ensayos «La cultura política en la frontera norte de México» y «Mexico and Northamerican Press» fueron publicados en los libros México, los años de la crisis y The United States: Perspective and Balance, respectivamente. A finales de la década de 1970 se desempeñó como profesor de Metodología de las Ciencias Sociales en la UNAM, institución donde además ofició como investigador.